# Jonay Hernández
Jonay Miguel Hernández Santos, plus couramment appelé Jonay Hernández, né le 15 février 1979 à Maiquetía au Venezuela, est un footballeur international vénézuélien. Il est le frère aîné de Dani Hernández.

## Biographie

### Carrière de joueur
Il dispute 15 matchs en Segunda Division (D2) et 202 matchs en Segunda División B (D3).

### Équipe nationale
Jonay Hernández est convoqué pour la première fois en sélection le 26 juillet 2003 lors d'un match amical contre le Nigeria (défaite 1-0). 
Il dispute une seule Copa América en 2004. Lors de la Copa América, il joue trois matchs. Il dispute également 16 matchs comptant pour les tours préliminaires de la coupe du monde lors des éditions 2006 et 2010.
Au total il compte 29 sélections en équipe du Venezuela entre 2003 et 2008.